# Всесоюзный референдум о сохранении СССР
Всесою́зный рефере́ндум о сохране́нии СССР — единственный за всю историю существования СССР всесоюзный референдум, состоявшийся 17 марта 1991 года.
Центральные республиканские комиссии референдума, которым поручалось провести его организацию, были созданы в 9 из 15 союзных республиках — РСФСР, Белорусской ССР, Украинской ССР, Узбекской ССР, Казахской ССР, Азербайджанской ССР (именуемой уже Азербайджанской Республикой по Конституционному Закону от февраля 1991 года, номер 15-XII). Киргизской ССР, Таджикской ССР и Туркменской ССР; в некоторых из них власти приняли решение о проведении вместе с общесоюзным республиканских референдумов или об изменении вопроса всесоюзного референдума. В то же время часть населения остальных шести союзных республик, власти которых отказались проводить референдум — Латвийской ССР, Литовской ССР, Эстонской ССР, Молдавской ССР, Армянской ССР и Грузинской ССР, смогли проголосовать на избирательных участках, организованных местными Советами народных депутатов и общественными организациями, а также в воинских частях Минобороны СССР, КГБ СССР, МВД СССР. Референдум состоялся также в Абхазии, Южной Осетии, Приднестровье и Гагаузии.
Вопрос референдума был сформулирован следующим образом: «Считаете ли Вы необходимым сохранение Союза Советских Социалистических Республик как обновлённой федерации равноправных суверенных республик, в которой будут в полной мере гарантироваться права и свободы человека любой национальности?». В Казахской ССР формулировка вопроса была изменена на «Считаете ли вы необходимым сохранение Союза ССР как Союза равноправных суверенных государств?».
В референдуме, в соответствии с официальными результатами, приняло участие 148 574 606 человек или 80,03 % от общего числа избирателей, из них 113 512 812 человек (76,4 %) ответили на вопрос референдума утвердительно, 32 303 977 (21,7 %) — отрицательно.
Реализованы результаты волеизъявления народа не были: Союз ССР официально прекратил своё существование 26 декабря 1991 года. Президент СССР Михаил Горбачёв, а также ряд историков и исследователей называли распад государства попранием и нарушением воли народа.

## Организация референдума

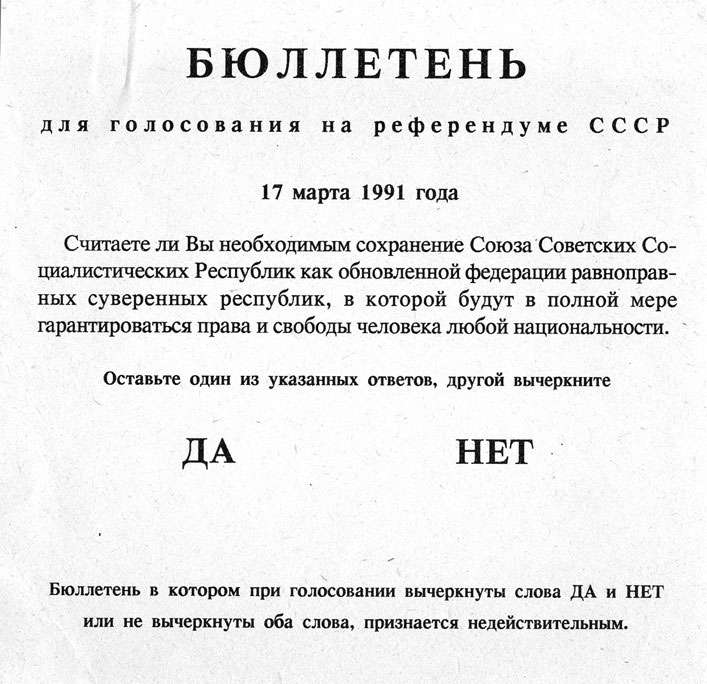
Бюллетень для голосования

Агитация против создания новой версии СССР, в котором будут независимые друг от друга республики и за введение поста Президента РСФСР.

Агитация Руха на западе Украины против сохранения СССР.

24 декабря 1990 года депутаты IV Съезда народных депутатов СССР, проведя поимённое голосование, постановили считать необходимым сохранение Союза ССР как обновлённой федерации равноправных суверенных республик, в которой будут в полной мере обеспечиваться права и свободы человека любой национальности.
Предполагалось вынести на референдум пять вопросов:

1. Считаете ли вы необходимым сохранение СССР как обновлённой федерации равноправных суверенных республик, в которой будут в полной мере обеспечиваться права и свободы человека любой национальности? (да/нет)
2. Считаете ли вы необходимым сохранение СССР как единого государства? (да/нет)
3. Считаете ли вы необходимым сохранение в СССР социалистического строя? (да/нет)
4. Считаете ли вы необходимым сохранение в обновлённом Союзе Советской власти? (да/нет)
5. Считаете ли вы необходимым гарантирование в обновлённом Союзе прав и свобод человека любой национальности? (да/нет)

каких-либо юридических либо законодательных последствий в случае принятия того или же иного решения оговорено не было.
В тот же день по инициативе и настойчивому требованию Президента СССР М. С. Горбачёва Съездом было принято два постановления о проведении референдумов по вопросу о частной собственности на землю и по вопросу о сохранении обновлённого Союза как федерации равноправных суверенных Советских Социалистических Республик. За принятие первого постановления голосовали 1553 депутата, против — 84, воздержались — 70. За принятие второго постановления голосовали 1677 депутатов, против — 32, воздержались — 66.
Однако по поводу первого постановления председатель Комитета Верховного Совета по законодательству Ю. Х. Калмыков позднее объяснил на сессии Верховного Совета СССР, что президент просил воздержаться от проведения референдума по вопросу о частной собственности.
Второму постановлению был дан ход. Оно гласило, что «в связи с многочисленными обращениями трудящихся, высказывающими беспокойство о судьбах Союза ССР, и учитывая, что сохранение единого Союзного государства является важнейшим вопросом государственной жизни, затрагивает интересы каждого человека, всего населения Советского Союза», Съезд народных депутатов СССР решил:

1. Провести референдум СССР для решения вопроса о сохранении обновлённого Союза как федерации равноправных суверенных Советских Социалистических Республик с учётом результатов голосования по каждой республике в отдельности.

2. Поручить Верховному Совету СССР определить дату проведения референдума и меры по его обеспечению.— Постановление СНД СССР от 24 декабря 1990 года № 1856-1
27 декабря 1990 года Съезд народных депутатов СССР постановил ввести в действие принятый им в тот день Закон СССР «О всенародном голосовании (референдуме СССР)».
Согласно ст. 5 Закона СССР «О всенародном голосовании (референдуме СССР)», право назначения референдума СССР принадлежало Съезду народных депутатов СССР, а по вопросам, не относящимся к исключительному ведению Съезда народных депутатов СССР, в период между Съездами — Верховному Совету СССР.
«Исходя из того, что никто, кроме самого народа, не может взять на себя историческую ответственность за судьбу Союза ССР, во исполнение решения четвёртого Съезда народных депутатов СССР и в соответствии с законодательством о референдуме СССР» 16 января 1991 года Верховный Совет СССР постановил:

1. Провести на всей территории СССР в воскресенье, 17 марта 1991 года, референдум СССР по вопросу о сохранении Союза ССР как федерации равноправных республик.

2. Включить в бюллетень для тайного голосования следующую формулировку вопроса, выносимого на референдум, и варианты ответов голосующих:

«Считаете ли Вы необходимым сохранение Союза Советских Социалистических Республик как обновлённой федерации равноправных суверенных республик, в которой будут в полной мере гарантироваться права и свободы человека любой национальности».

«Да» или «Нет».

3. Определить результаты голосования по Союзу ССР в целом с учётом итогов голосования по каждой республике в отдельности.— Постановление ВС СССР от 16 января 1991 года № 1910-1

## Проведение референдума
Органы государственной власти союзных республик по-разному отреагировали на проведение всесоюзного референдума о сохранении СССР.

### Республики, поддержавшие референдум
В РСФСР, Белорусской ССР, Украинской ССР, Узбекской ССР, Казахской ССР, Азербайджанской ССР, Киргизской ССР, Таджикской ССР, Туркменской ССР были созданы центральные республиканские комиссии референдума, образованы округа, сформированы окружные и участковые комиссии, осуществлялись другие меры, гарантирующие гражданам возможность участия во всесоюзном всенародном голосовании.

#### РСФСР

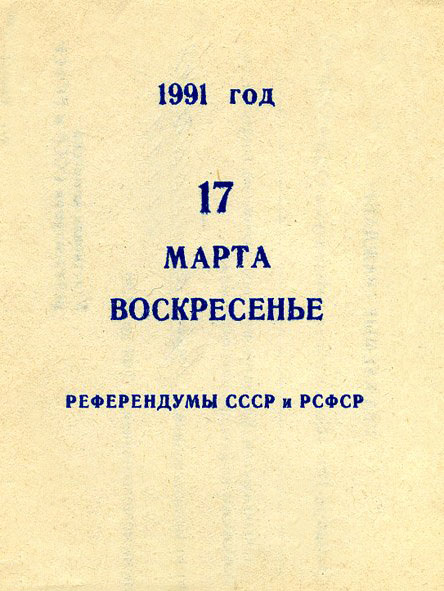
Приглашение на референдум 17 марта 1991 года

25 января Президиум Верховного Совета РСФСР под председательством Б. Н. Ельцина постановил провести на всей территории РСФСР в воскресенье, 17 марта 1991 года, референдум СССР по вопросу о сохранении Союза ССР как федерации равноправных республик. 7 февраля 1991 года Верховный Совет РСФСР решил провести одновременно с референдумом СССР также референдум РСФСР, который содержал только один вопрос — о введении поста Президента РСФСР.

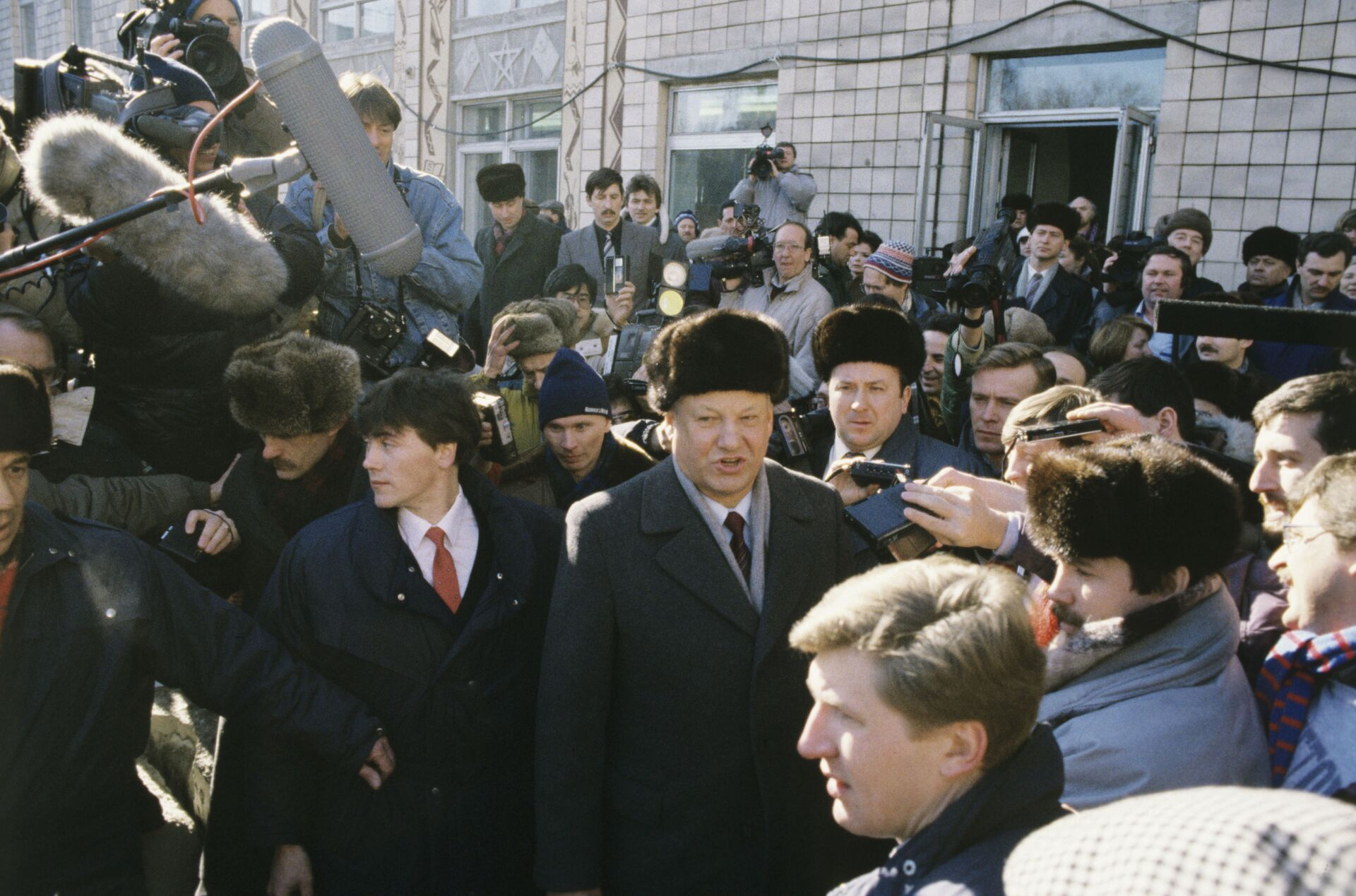
Борис Ельцин, председатель ВС РСФСР (в центре), во время Всесоюзного референдума о будущем СССР, в окружении журналистов возле участка для голосования. Россия, Москва

##### Референдум РСФСР
17 марта 1991 года параллельно с всесоюзным прошёл первый всероссийский референдум о введении поста президента РСФСР. В нём приняло участие 75,09 % граждан РСФСР, из них 71,3 % поддержало это предложение. Через три месяца, 12 июня 1991 года, первым президентом РСФСР был избран Борис Ельцин.

##### Опросы общественного мнения в РСФСР
28 февраля президиум Моссовета принял решение провести 17 марта помимо референдумов СССР и РСФСР ещё и опрос общественного мнения москвичей. Вопрос был сформулирован так: «Считаете ли вы необходимым провести прямые выборы мэра Москвы жителями города?». В опросе участвовало 67,63 % москвичей, из них 81,14 % поддержало проведение выборов мэра. Вместе с опросом прошли выборы депутатов некоторых райсоветов Москвы.

#### Казахская ССР
Верховный Совет Казахской ССР переформулировал вопрос, вынесенный на голосование в общесоюзном референдуме, на: «Считаете ли вы необходимым сохранение Союза ССР как Союза равноправных суверенных государств?». При этом Президиум Верховного Совета Казахской ССР официально просил включить результаты голосования по республике в общие итоги референдума СССР.

#### Белорусская ССР
Президиум Верховного Совета Белорусской ССР под председательством Н. И. Дементея 21 января постановил организовать в республике проведение общесоюзного референдума и рекомендовать разъяснение населению существа вопроса, выносимого на референдум, порядка голосования, а также исторической важности решения, принимаемого гражданами в результате голосования.

#### Украинская ССР

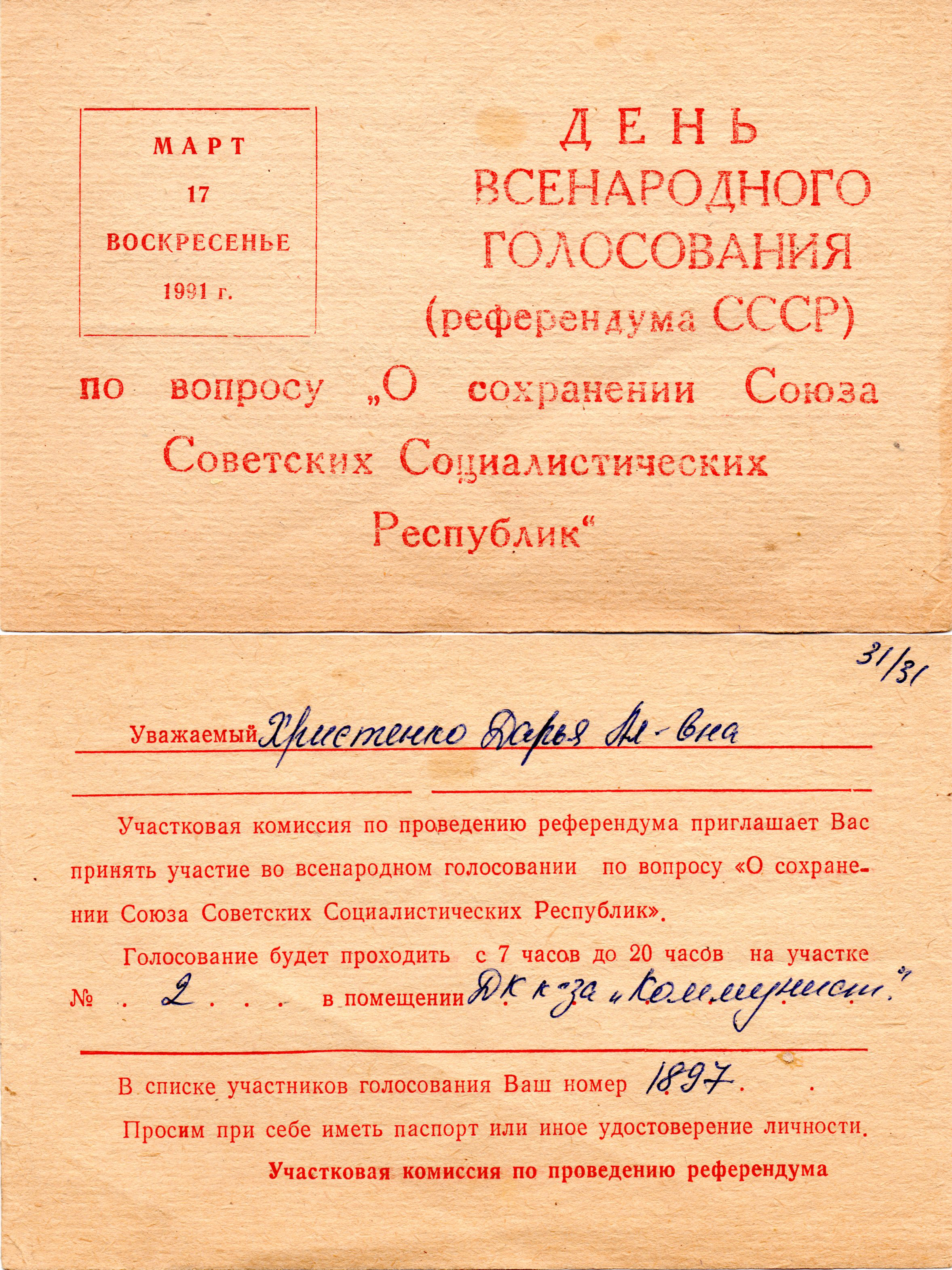
Приглашение принять участие во всенародном голосовании по вопросу «О сохранении Союза Советских Социалистических Республик», которое было отправлено жительнице г. Баштанка Николаевской области (Украина) Христенко Дарье Александровне

Президиум Верховного Совета Украинской ССР поддержал проведение всесоюзного референдума. Дополнительно в бюллетень был включён второй вопрос: «Согласны ли Вы с тем, что Украина должна быть в составе Союза Советских суверенных государств на основе Декларации о государственном суверенитете Украины? „Да“ или „Нет“». На вопрос всесоюзного референдума утвердительно ответили 70,2 % проголосовавших избирателей, против высказалось — 28 %, на вопрос о включении Украины в состав Союза Советских суверенных государств на основе Декларации о государственном суверенитете утвердительно ответили 80,2 % проголосовавших избирателей.
В Крыму отдельного подсчёта голосов не проводилось. Крымская Автономная Советская Социалистическая Республика была восстановлена законом УССР от 12 февраля 1991 года, однако в Конституцию УССР соответствующее положение было включено лишь 19 июня 1991 года, а в Конституцию СССР соответствующие поправки так и не были внесены.

### Республики, не поддержавшие референдум
Уже 25 февраля 1991 года Верховный Совет СССР отметил, что высшие органы власти отдельных республик в нарушение Конституции и законодательства СССР фактически блокируют исполнение решения IV Съезда народных депутатов СССР о проведении референдума. В этих республиках предпринимались попытки подменить формулу референдума, утверждённую Верховным Советом СССР, дополнить её другими вопросами республиканского и местного значения либо провести взамен общесоюзного референдума республиканские опросы, плебисциты.
Поскольку в поставленном на референдум вопросе не было вмешательства во внутренние дела суверенных республик, а лишение граждан возможности участвовать в референдуме противоречило Конституции и законам СССР, а также являлось нарушением прав человека на участие в управлении своей страной, Верховный Совет СССР установил, что решения, блокирующие проведение референдума СССР в тех или иных местах, являются незаконными и не подлежат исполнению.
Верховным Советом СССР было разрешено местным властям в союзных республиках, где не были созданы центральные республиканские комиссии референдума, самостоятельно образовывать участки и округа, утверждать окружные и участковые комиссии референдума СССР. Также в этих республиках, в воинских частях Минобороны СССР, КГБ СССР, МВД СССР, образовывались участковые и окружные комиссии референдума, которым было разрешено включать в дополнительные списки: членов семей военнослужащих этих частей; а также других граждан, которые были лишены возможности голосовать по месту жительства.
В целом, так или иначе препятствовали проведению на своей территории всесоюзного референдума высшие органы власти Грузии, Латвии, Литвы, Молдавии, Армении и Эстонии; в них не были созданы центральные республиканские комиссии референдума. Тем не менее, голосование на территории этих республик было проведено — в тех населённых пунктах, где были созданы участковые избирательные комиссии, а также в воинских частях. Всего в этих республиках для проведения референдума были образованы: 31 избирательный округ, 330 самостоятельных участков, 1300 участковых избирательных комиссий.

#### Армения
Власти Армении, которая ещё в августе 1990 года объявила о своей независимости, отказались от организации проведения всесоюзного референдума и в феврале 1991 года Верховный Совет Армении принял решение об организации референдума по вопросу о подтверждении независимости республики. Референдум должен был состояться через 6 месяцев.
21 сентября был проведён референдум о выходе из состава СССР и установлении независимой государственности c вопросом: «Согласны ли вы, чтобы Республика Армения была независимым демократическим государством вне состава СССР?». 95 % избирателей приняли участие в голосовании и 99 % проголосовавших высказались за выход Армении из состава Советского Союза.

#### Грузия
Властями Грузинской ССР референдум СССР был бойкотирован и на 31 марта назначен республиканский референдум о восстановлении независимости Грузии на основании Акта о независимости от 26 мая 1918 года. В республиканском референдуме приняло участие 90,79 % избирателей (в том числе из Абхазии), 99,08 % из которых проголосовали за восстановление независимости Грузии.
4 февраля сессия Верховного Совета самопровозглашённой Республики Южная Осетия обратилась к Президенту СССР о выводе грузинских вооружённых формирований из Южной Осетии и введении чрезвычайного положения на всей территории Южной Осетии силами МВД СССР. В день всесоюзного референдума, который был запрещён в Грузии, но проводился в Южной Осетии, грузинские вооружённые формирования предприняли массированный штурм Цхинвали с целью овладеть им (на следующий день, 18 марта, произошло убийство в Ередви). В Южной Осетии против сохранения СССР проголосовали только 9 человек из 44 тысяч.
Референдум по новому союзному договору в Абхазии показал полную (99,06 %) поддержку населением идеи сохранения единства СССР.

#### Латвия
Высшие органы власти Латвийской ССР объявили бойкот всесоюзного референдума.
3 марта была проведена «избирательная консультация» по вопросу о независимости. В ней приняло участие 1 666 128 жителей Латвийской Республики (87,6 % всех избирателей), из них 73,7 % высказались за независимость, 24,7 % проголосовали против.

#### Литва
В виду решения Верховного Совета СССР о проведении всесоюзного референдума Верховный Совет Литвы издал Постановление «Об опросе жителей Литовской Республики» (уточнив его затем постановлением от 18 января 1991 года), согласно которым в Литве должен был пройти «всенародный опрос» по вопросу независимости республики, уже провозглашённой 11 марта прошлого года. Это было расценено Президентом СССР как намерение блокировать исполнение в республике решений о проведении данного референдума, он назвал этот опрос и попытки объявить его «плебисцитом о будущем Литовского государства» — юридически несостоятельными. Участие во всесоюзном референдуме было блокировано местными властями и состоялось только на избирательных участках, организованных в ограниченном количестве в зданиях, контролировавшихся к тому моменту силовыми органами Центра.
9 февраля был проведён «всенародный опрос» («избирательная консультация») по вопросу независимости Литвы. В нём приняло участие 84 % избирателей, 90,4 % из них высказались за независимую демократическую Литовскую Республику. На этом основании 12 февраля Исландия признала факт декларированной ранее независимости Литвы.

#### Молдавия
В Молдавской ССР был бойкотирован всесоюзный референдум, но его проведение поддержали самопровозглашённые Республика Гагаузия и Приднестровская Молдавская ССР. Участвовало 84 % избирателей Приднестровья, из числа которых 98 % проголосовали за сохранение СССР. В Гагаузии участвовало 97 % избирателей, из числа которых 98 % высказались за сохранение СССР. В Кишинёве всесоюзный референдум проходил на территориях воинских частей Минобороны СССР.

#### Эстония
Несмотря на то, что в Эстонской ССР проводившийся 17 марта всесоюзный референдум был бойкотирован, в северо-восточных районах и Таллине, населённых преимущественно русскими, местные власти организовали голосование. В этих районах в референдуме приняло участие 74,2 % избирателей — 95,0 % из которых проголосовало за сохранение СССР.
3 марта в Эстонии состоялся референдум по вопросу о восстановлении независимости Эстонской Республики, в котором могли принять участие лишь «правопреемные граждане Эстонской республики» (в основном эстонцы по национальности), а также лица, получившие так называемые «зелёные карточки» Конгресса Эстонии (условием получения карточки было заявление о поддержке независимости Эстонской Республики). 77,8 % проголосовавших поддержали идею национальной независимости.
Параллельно было организовано голосование с вопросом «Хотите ли вы, чтобы суверенная Эстония осталась в составе СССР?» — по мнению организаторов, такая формулировка была более точна. На этот вопрос большинство проголосовавших тоже ответили положительно.
11 марта Дания признала независимость Эстонии.

## Результаты референдума
В референдуме, состоявшемся 17 марта 1991 года, из 185 647 355 граждан СССР, включённых в списки граждан, имеющих право голоса, приняли участие 148 574 606 человек (80,03 %). Из числа принявших участие в референдуме 113 512 812 (76,4 %) ответили на вопрос референдума «Да», 32 303 977 человек — «Нет» (21,74 %), 2 757 817 бюллетеней (1,86 %) признаны недействительными.

### Результаты по союзным и автономным республикам
| Республика | Число граждан, включённых в списки для голосования | Число граждан, принявших участие в голосовании | Число граждан, принявших участие в голосовании | Число граждан, ответивших «Да» | Число граждан, ответивших «Да» | Число граждан, ответивших «Нет» | Число граждан, ответивших «Нет» | Число бюллетеней, признанных недействительными | Число бюллетеней, признанных недействительными |
| --- | -------------------------------------------------- | ---------------------------------------------- | ---------------------------------------------- | ------------------------------ | ------------------------------ | ------------------------------- | ------------------------------- | ---------------------------------------------- | ---------------------------------------------- |
| Республика | Число граждан, включённых в списки для голосования | абс.                                           | %                                              | абс.                           | %                              | абс.                            | %                               | абс.                                           | %                                              |
| РСФСР | 105 643 364                                        | 79 701 169                                     | 75,4                                           | 56 860 783                     | 71,3                           | 21 030 753                      | 26,4                            | 1 809 633                                      | 2,3                                            |
| Башкирская АССР (Башкирская ССР) | 2 719 637                                          | 2 221 158                                      | 81,7                                           | 1 908 875                      | 85,9                           | 269 007                         | 12,1                            | 43 276                                         | 2,0                                            |
| Бурятская АССР (Бурятская ССР) | 668 231                                            | 535 802                                        | 80,2                                           | 447 438                        | 83,5                           | 78 167                          | 14,6                            | 10 197                                         | 1,9                                            |
| Дагестанская АССР (Дагестанская ССР) | 1 008 626                                          | 812 009                                        | 80,5                                           | 670 488                        | 82,6                           | 131 522                         | 16,2                            | 9 999                                          | 1,2                                            |
| Кабардино-Балкарская АССР (КБССР) | 489 436                                            | 372 607                                        | 76,1                                           | 290 380                        | 77,9                           | 77 339                          | 20,8                            | 4 888                                          | 1,3                                            |
| Калмыцкая АССР (Калмыцкая ССР) | 204 301                                            | 169 124                                        | 82,8                                           | 148 462                        | 87,8                           | 17 833                          | 10,5                            | 2 829                                          | 1,7                                            |
| Карельская АССР (Карельская ССР) | 551 644                                            | 418 101                                        | 75,8                                           | 317 854                        | 76,0                           | 92 703                          | 22,2                            | 7 544                                          | 1,8                                            |
| Коми АССР (Коми ССР) | 797 049                                            | 543 403                                        | 68,2                                           | 412 842                        | 76,0                           | 119 678                         | 22,0                            | 10 883                                         | 2,0                                            |
| Марийская АССР (Марийская ССР) | 525 685                                            | 418 599                                        | 79,6                                           | 333 319                        | 79,6                           | 77 239                          | 18,5                            | 8 041                                          | 1,9                                            |
| Мордовская АССР (Мордовская ССР) | 677 706                                            | 571 631                                        | 84,3                                           | 459 021                        | 80,3                           | 101 886                         | 17,8                            | 10,724                                         | 1,9                                            |
| Северо-Осетинская АССР (СОССР) | 428 307                                            | 367 858                                        | 85,9                                           | 331 823                        | 90,2                           | 32 786                          | 8,9                             | 3 249                                          | 0,9                                            |
| Татарская АССР (Татарская ССР) | 2 532 383                                          | 1 951 768                                      | 77,1                                           | 1 708 193                      | 87,5                           | 211 516                         | 10,8                            | 32 059                                         | 1,7                                            |
| Тувинская АССР (СР Тыва) | 171 731                                            | 138 496                                        | 80,6                                           | 126 598                        | 91,4                           | 9 404                           | 6,8                             | 2 494                                          | 1,8                                            |
| Удмуртская АССР (Удмуртская ССР) | 1 103 083                                          | 819 140                                        | 74,3                                           | 622 714                        | 76,0                           | 180 289                         | 22,0                            | 16 137                                         | 2,0                                            |
| Чечено-Ингушская АССР | 712 139                                            | 419 012                                        | 58,8                                           | 318 059                        | 75,9                           | 94 737                          | 22,6                            | 6 216                                          | 1,5                                            |
| Чувашская АССР (Чувашская ССР) | 900 913                                            | 748 420                                        | 81,3                                           | 616 387                        | 82,4                           | 113 249                         | 15,1                            | 18 784                                         | 2,5                                            |
| Якутская АССР (Якутская-Саха ССР) | 688 679                                            | 541 993                                        | 78,7                                           | 415 712                        | 76,7                           | 116 798                         | 21,6                            | 9 483                                          | 1,8                                            |
| Украинская ССР ¹ | 37 732 178                                         | 31 514 244                                     | 83,5                                           | 22 110 899                     | 70,2                           | 8 820 089                       | 28,0                            | 583 256                                        | 1,8                                            |
| Белорусская ССР | 7 354 796                                          | 6 126 983                                      | 83,3                                           | 5 069 313                      | 82,7                           | 986 079                         | 16,1                            | 71 591                                         | 1,2                                            |
| Брестская область |                                                    |                                                |                                                |                                | 83,7                           |                                 |                                 |                                                |                                                |
| Витебская область |                                                    |                                                |                                                |                                | 85,8                           |                                 |                                 |                                                |                                                |
| Гомельская область |                                                    |                                                |                                                |                                | 89,6                           |                                 |                                 |                                                |                                                |
| Гродненская область |                                                    |                                                |                                                |                                | 79,8                           |                                 |                                 |                                                |                                                |
| Могилёвская область |                                                    |                                                |                                                |                                | 87,7                           |                                 |                                 |                                                |                                                |
| Минская область |                                                    |                                                |                                                |                                | 85,0                           |                                 |                                 |                                                |                                                |
| Минск |                                                    |                                                |                                                |                                | 65,6                           |                                 |                                 |                                                |                                                |
| Узбекская ССР | 10 278 938                                         | 9 816 333                                      | 95,4                                           | 9 196 848                      | 93,7                           | 511 373                         | 5,2                             | 108 112                                        | 1,1                                            |
| Каракалпакская АССР | 584 208                                            | 577 717                                        | 98,9                                           | 563 916                        | 97,6                           | 10 133                          | 1,8                             | 3 668                                          | 0,6                                            |
| Казахская ССР ² | 9 999 433                                          | 8 816 543                                      | 88,2                                           | 8 295 519                      | 94,1                           | 436 560                         | 5,0                             | 84 464                                         | 0,9                                            |
| Азербайджанская ССР (Азербайджанская Республика) ³ | 3 866 659                                          | 2 903 797                                      | 75,1                                           | 2 709 246                      | 93,3                           | 169 225                         | 5,8                             | 25 326                                         | 0,9                                            |
| Нахичеванская АССР (Нахичеванская Автономная Республика) | 174 364                                            | 35 866                                         | 20,6                                           | 31 328                         | 87,3                           | 3 620                           | 10,1                            | 918                                            | 2,6                                            |
| Киргизская ССР (Республика Кыргызстан) | 2 341 646                                          | 2 174 593                                      | 92,9                                           | 2 057 971                      | 94,6                           | 86 245                          | 4,0                             | 30 377                                         | 1,4                                            |
| Таджикская ССР | 2 549 096                                          | 2 407 552                                      | 94,4                                           | 2 315 755                      | 96,2                           | 75 300                          | 3,1                             | 16 497                                         | 0,7                                            |
| Туркменская ССР | 1 847 310                                          | 1 804 138                                      | 97,7                                           | 1 766 584                      | 97,9                           | 31 203                          | 1,7                             | 6 351                                          | 0,4                                            |
| Примечания: ¹ Результаты голосования в Крыму включены в результаты голосования по Украинской ССР (в Крыму без Севастополя высказались "За" 1 085 570 чел. (87,6 %) из 1 239 092 чел. (79,3 %), принявших участие в голосовании). ² В Казахской ССР была изменена формулировка вопроса референдума (на «Считаете ли вы необходимым сохранение Союза ССР как Союза равноправных суверенных государств»). ³ страна называлась Азербайджанской Республикой по Конституционному Закону от 5 февраля 1991 года, номер 15-XII и во всех документах о подготовке и проведению референдума Республика именуется Азербайджанской Республикой. В момент референдума Нахичевань считал себя вышедшим из состава СССР, и не принимал участия в референдуме. В Нагорном Карабахе участие в референдуме приняли лишь карабахские азербайджанцы и дислоцированные на территории области военнослужащие и члены их семей. Карабахские армяне отказались от участия в голосовании, мотивировав это тем, что в Нагорном Карабахе распущены конституционные органы власти. |                                                    |                                                |                                                |                                |                                |                                 |                                 |                                                |                                                |

| Республика | Число граждан, включённых в списки для голосования | Число граждан, принявших участие в голосовании | Число граждан, принявших участие в голосовании | Число граждан, ответивших «Да» | Число граждан, ответивших «Да» | Число граждан, ответивших «Нет» | Число граждан, ответивших «Нет» | Число бюллетеней, признанных недействительными | Число бюллетеней, признанных недействительными |
| --- | -------------------------------------------------- | ---------------------------------------------- | ---------------------------------------------- | ------------------------------ | ------------------------------ | ------------------------------- | ------------------------------- | ---------------------------------------------- | ---------------------------------------------- |
| Республика | Число граждан, включённых в списки для голосования | абс.                                           | %                                              | абс.                           | %                              | абс.                            | %                               | абс.                                           | %                                              |
| Молдова ( Молдавская ССР) | 841 507                                            | 700 893                                        | 83,3                                           | 688 905                        | 98,3                           | 8 916                           | 1,3                             | 3 072                                          | 0,4                                            |
| Латвия ( Латвийская ССР) | 670 828                                            | 436 783                                        | 65,1                                           | 415 147                        | 95,1                           | 18 015                          | 4,1                             | 3 621                                          | 0,8                                            |
| Литва ( Литовская ССР) | 582 262                                            | 501 375                                        | 86,1                                           | 496 050                        | 98,9                           | 4 355                           | 0,9                             | 970                                            | 0,2                                            |
| Эстония ( Эстонская ССР) | 299 681                                            | 222 240                                        | 74,2                                           | 211 090                        | 95,0                           | 10 040                          | 4,5                             | 1 110                                          | 0,5                                            |
| Грузия ( Грузинская ССР) ² | 45 696                                             | 44 012                                         | 96,3                                           | 43 950                         | 99,9                           | 9                               | 0                               | 53                                             | 0,1                                            |
| Абхазская АССР ³ | 318 317                                            | 166 544                                        | 52,3                                           | 164 231                        | 98,6                           | 1 566                           | 0,9                             | 747                                            | 0,5                                            |
| Армения ( Армянская ССР) | 4 923                                              | 3 549                                          | 72,1                                           | 2 549                          | 71,6                           | 966                             | 27,2                            | 42                                             | 1,2                                            |
| Примечания: ¹ Ряд местных Советов народных депутатов, трудовые коллективы и общественные объединения на предприятиях, в учреждениях и организациях, а также командование воинских частей самостоятельно образовали округа и участки, окружные и участковые комиссии, зарегистрированные Центральной комиссией референдума СССР. ² Результаты голосования в Грузинской ССР фактически отражают результаты голосования в Южной Осетии — самопровозглашённой Юго-Осетинской Советской Республике. ³ В Абхазии была создана своя центральная республиканская комиссия референдума. 4 В Аджарской АССР голосование не было проведено. |                                                    |                                                |                                                |                                |                                |                                 |                                 |                                                |                                                |

| Данные о результатах голосования, подлежали учёту Центральной комиссией референдума СССР по Союзу ССР в целом | Число граждан, включённых в списки для голосования | Число граждан, принявших участие в голосовании | Число граждан, принявших участие в голосовании | Число граждан, ответивших «Да» | Число граждан, ответивших «Да» | Число граждан, ответивших «Нет» | Число граждан, ответивших «Нет» | Число бюллетеней, признанных недействительными | Число бюллетеней, признанных недействительными |
| --- | -------------------------------------------------- | ---------------------------------------------- | ---------------------------------------------- | ------------------------------ | ------------------------------ | ------------------------------- | ------------------------------- | ---------------------------------------------- | ---------------------------------------------- |
| Данные о результатах голосования, подлежали учёту Центральной комиссией референдума СССР по Союзу ССР в целом | Число граждан, включённых в списки для голосования | абс.                                           | %                                              | абс.                           | %                              | абс.                            | %                               | абс.                                           | %                                              |
| СССР | 1 261 721                                          | 1 233 858                                      | 97,8                                           | 1 107 980                      | 89,8                           | 113 283                         | 9,2                             | 12 595                                         | 1,0                                            |

## Итоги референдума
21 марта 1991 года Верховный Совет СССР рассмотрел предварительные результаты референдума. Он отметил, что за сохранение Союза Советских Социалистических Республик высказались 112 млн человек, то есть 76 % голосовавших, а, следовательно, «судьба народов страны неразделима, что только совместными усилиями они могут успешно решать вопросы экономического, социального и культурного развития». По уточнённым данным, «да» на референдуме сказали 113 512 812 человек.
Отдельно отмечалось, что несмотря на то, что органами власти ряда республик (Грузия, Литва, Молдова, Латвия, Армения, Эстония) не были выполнены решения IV Съезда народных депутатов СССР и Верховного Совета СССР о проведении референдума, более двух миллионов граждан СССР, проживающих в этих республиках, выразили свою волю и сказали «да» Союзу ССР. Такое проявление гражданственности Верховный Совет СССР оценил как «акт мужества и патриотизма».
Верховный Совет СССР постановил:

1. Государственным органам Союза ССР и республик руководствоваться в своей практической деятельности решением народа, принятым путём референдума в поддержку обновлённого Союза Советских Социалистических Республик, исходя из того, что это решение является окончательным и имеет обязательную силу на всей территории СССР.

2. Рекомендовать Президенту СССР и Совету Федерации, Верховным Советам республик исходя из итогов состоявшегося референдума энергичнее вести дело к завершению работы над новым Союзным Договором с тем, чтобы подписать его в кратчайшие сроки. Одновременно ускорить разработку проекта новой Конституции Союза ССР.— Постановление ВС СССР от 21 марта 1991 года № 2041-1
Также Верховный Совет СССР предложил Комитету конституционного надзора СССР рассмотреть вопрос о соответствии принятых в связи с проведением референдума актов высших органов государственной власти республик, ограничивающих права граждан СССР, Конституции СССР и законам СССР.
3 апреля Комитет конституционного надзора СССР подтвердил своё заявление от 5 марта о том, что
любые акты высших органов государственной власти республик, прямо или косвенно препятствовавшие гражданам СССР свободно участвовать в общесоюзном референдуме 17 марта 1991 года, противоречили Конституции СССР.
На внеочередном III Съезде народных депутатов РСФСР был принят проект постановления «О Союзе Суверенных Республик (Союзном договоре) и порядке его подписания», в котором учитывалась «воля народов СССР, выраженная в итогах референдума о сохранении Союза ССР», и была обозначена «решимость РСФСР подписать Договор о Союзе Суверенных Республик (Союзный договор)».

## Последствия референдума
В соответствии с итогами референдума уполномоченной центральными и республиканскими властями рабочей группой в рамках так называемого ново-огарёвского процесса весной-летом 1991 года был разработан проект по заключению договора федерации «О Союзе Суверенных Республик», подписание которого было назначено на 20 августа.
Но Государственный комитет по чрезвычайному положению 18-21 августа осуществил неудачную попытку насильственного отстранения М. С. Горбачёва с поста Президента СССР, сорвав подписание Союзного договора:

«…Воспользовавшись предоставленными свободами, попирая только что появившиеся ростки демократии, возникли экстремистские силы, взявшие курс на ликвидацию Советского Союза, развал государства и захват власти любой ценой. Растоптаны результаты общенационального референдума о единстве Отечества.»— Из «Обращения к советскому народу» ГКЧП СССР от 18 августа 1991 года
Осенью 1991 года рабочей группой ново-огарёвского процесса был подготовлен новый проект Союзного договора по созданию «Союза Суверенных Государств» как конфедерации независимых государств.
Однако 8 декабря 1991 года руководители Белоруссии, РСФСР и Украины, «отмечая, что переговоры о подготовке нового Союзного Договора зашли в тупик, объективный процесс выхода республик из состава Союза ССР и образования независимых государств стал реальным фактом», заключили Беловежское соглашение о создании Содружества Независимых Государств — межправительственной организации, не имеющей статуса государства.
11 декабря 1991 г. Комитет Конституционного надзора СССР выступил с заявлением по поводу Соглашения 8 декабря. В заявлении указывалось, что «любые республики не могут принимать на себя решение вопросов, касающихся прав и интересов других республик. С этой точки зрения содержащаяся в Соглашении констатация того, что „Союз ССР как субъект международного права и геополитическая реальность прекращает свое существование“, может рассматриваться лишь в качестве политической оценки ситуации, не имеющей юридической силы». В заявлении также отмечалось, что и органы государственной власти СССР могут прекратить свою деятельность исключительно в конституционном порядке. Источник: Заявление Конституционного надзора СССР от 11.12.1991 Государственный архив Российской Федерации Ф. Р9654. Оп. 6. Д. 76. Л. 48-51; Ф Р9654. Оп. 5. Д. 749. Л. 134—135. http://sssr.su/1991-12.pdf В центральной прессе полный текст заявления не публиковался.
21 декабря 1991 года в результате Алма-Атинских соглашений к СНГ присоединились оставшиеся союзные республики, за исключением Азербайджана (присоединился в сентябре 1993), Грузии (присоединилась в декабре 1993), а также Эстонии, Латвии и Литвы (не присоединились).
26 декабря 1991 года сессия Совета Республик — верхней палаты Верховного Совета СССР, образованной 5 сентября, — из которой на тот момент не были отозваны только представители среднеазиатских республик, приняла декларацию № 142-Н о прекращении существования СССР.
Председатель КГБ СССР В. В. Бакатин и генеральный прокурор СССР Н. С. Трубин, осуществлявший прокурорский надзор, на Беловежские и Алма-Атинские соглашения, подписанные в нарушение Закона СССР от 03.04.1990 № 1409-I «О порядке решения вопросов, связанных с выходом союзной республики из СССР» и итогов всесоюзного референдума, не реагировали.
Между тем некоторые бывшие народные депутаты СССР попытались организовать в годовщину всесоюзного референдума — 17 марта 1992 года — в Москве Съезд народных депутатов СССР. Поскольку 27 декабря 1991 года Верховный Совет Российской Федерации постановил с 2 января 1992 года прекратить депутатскую деятельность народных депутатов СССР на территории Российской Федерации и запретил применять нормативные акты СССР, регулирующие деятельность народных депутатов СССР, Президиум Верховного Совета России признал попытки возобновления деятельности любых органов бывшего СССР на территории Российской Федерации посягательством на государственный суверенитет России и несовместимыми со статусом Российской Федерации как независимого государства.

## Оценки референдума

### Политическая оценка Госдумы России
Пять лет спустя, 15 марта 1996 года, Государственная Дума Российской Федерации, опираясь на ст. 29 Закона СССР от 27 декабря 1990 года «О всенародном голосовании (референдуме СССР)», в которой говорилось: «решение, принятое путём референдума СССР, является окончательным, имеет обязательную силу на всей территории СССР и может быть отменено или изменено только путём нового референдума СССР», приняла постановление «О юридической силе для Российской Федерации — России результатов референдума СССР 17 марта 1991 года по вопросу о сохранении Союза ССР», в котором отметила, что поскольку другого референдума по вопросу существования СССР не проводилось, результаты этого референдума формально сохраняли юридическую силу. В постановлении, в частности было сказано:

Должностные лица РСФСР, подготовившие, подписавшие и ратифицировавшие решение о прекращении существования Союза ССР, грубо нарушили волеизъявление народов России о сохранении Союза ССР.
Поэтому в тот же день Государственная Дума России, опираясь «на волю большинства населения страны, выраженную на референдуме СССР 17 марта 1991 года», признала утратившим силу постановление Верховного Совета РСФСР от 12 декабря 1991 года «О денонсации Договора об образовании СССР» в своём постановлении «Об углублении интеграции народов, объединявшихся в Союз ССР, и отмене Постановления Верховного Совета РСФСР от 12 декабря 1991 года „О денонсации Договора об образовании СССР“».
В ответ на оба эти постановления депутатов нижней палаты парламента России, члены верхней палаты — Совета Федерации Федерального Собрания Российской Федерации — обратились к ним с «просьбой вернуться к рассмотрению упомянутых актов и ещё раз тщательно проанализировать возможные последствия их принятия».
Тогда Государственная Дума России признала, что принятые 15 марта постановления «носят прежде всего политический характер, дают оценку ситуации, сложившейся после развала Советского Союза, отвечая чаяниям и надеждам братских народов, их стремлению жить в едином демократическом правовом государстве».
Она также подтвердила, что указанные постановления лишь «отражают гражданскую и политическую позицию депутатов и не затрагивают стабильность правовой системы Российской Федерации и международные обязательства Российской Федерации».
Но ей же было отмечено:

…именно Постановления Государственной Думы способствовали заключению четырёхстороннего Договора между Российской Федерацией, Республикой Белоруссия, Республикой Казахстан и Киргизской Республикой об углублении интеграции в экономической и гуманитарной областях. Правомерность инициативы Государственной Думы подтверждена подписанием 2 апреля 1996 года полномасштабного Договора между Российской Федерацией и Республикой Белоруссия об образовании Сообщества.— Постановление ГД ФС РФ от 10 апреля 1996 года № 225-II ГД
Следует добавить, что на указанные постановления от 15 марта последовала негативная реакция ряда лидеров стран-членов СНГ (президентов Республики Грузия, Республики Узбекистан, Республики Армения и Республики Молдавия), а также Национального Собрания Азербайджанской Республики.